# Die Raumkatastrophe
Die Raumkatastrophe (Originaltitel: Force of Nature) ist die neunte Folge der siebenten Staffel der US-amerikanischen Science-Fiction-Fernsehserie Raumschiff Enterprise – Das nächste Jahrhundert. Sie wurde in den Vereinigten Staaten über Syndication vermarktet und erstmals am 15. November 1993 auf verschiedenen Fernsehsendern ausgestrahlt. In Deutschland war sie zum ersten Mal am 5. Juli 1994 in einer synchronisierten Fassung auf Sat.1 zu sehen.

## Handlung
Im Jahr 2370 bei Sternzeit 47310.2 fliegt die Enterprise in den Hekaras-Korridor, um das Verschwinden des Raumschiffs Fleming zu untersuchen. Aufgrund ungewöhnlich starker Tetryon-Felder ist die Umgebung sehr gefährlich und der Korridor bildet die einzige passierbare Route in diesem Teil des Weltraums. Von Hekaras II, dem einzigen bewohnten Planeten in dieser Gegend, erhält die Enterprise den Hinweis, dass außer der Fleming nur noch ein Handelsschiff der Ferengi den Korridor passiert hat. Schiffsärztin Beverly Crusher hält es für möglich, dass die Fleming wegen ihrer wertvollen Fracht von den Ferengi angegriffen wurde.
Während die Suche fortgesetzt wird, versucht Chefingenieur Geordi La Forge die Effizienz des Warp-Antriebs zu erhöhen. Dies gehört zu einem kleinen Wettstreit, den er sich mit einem alten Studienkollegen von der Sternenflottenakademie liefert. Der zweite Offizier Data versucht unterdessen, seiner Katze Spot bessere Manieren beizubringen. Schließlich entdeckt die Enterprise das erwähnte Ferengi-Schiff. Sein Antrieb ist ausgefallen und es eröffnet sofort das Feuer auf die Enterprise. Es gelingt, die Waffen des Ferengi-Schiffs außer Gefecht zu setzen, und sein Kommandant DaiMon Prak zeigt sich daraufhin gesprächsbereit. Er behauptet, sie seien auf eine Signalboje gestoßen, die mit einem Verteron-Impuls ihre Schiffssysteme lahmlegte. Sie hielten dies für eine neue Waffe der Föderation. Captain Picard bestreitet, dass die Föderation hier irgendwelche Waffen testet. Prak gibt an, dass sie der Fleming vor einigen Tagen begegnet sind. Im Gegenzug für Hilfe bei der Reparatur ihres Antriebs überlässt Prak Picard die Sensorenaufzeichnungen der Ferengi über die Fleming.
Die Enterprise fliegt weiter und stößt auf ein Trümmerfeld. Bei dessen Untersuchung fällt ein Objekt besonders auf, das unerwartet einen Verteron-Impuls aussendet. Die Enterprise ist in die gleiche Falle geraten wie zuvor die Ferengi und treibt nun antriebslos durchs All. Plötzlich nähert sich ein kleines Raumschiff. Die beiden Insassen beamen auf die Enterprise. Es handelt sich um hekaranische Wissenschaftler: Rabal und seine Schwester Serova. Sie erklären, dass sie sich dazu gezwungen sahen, die Warp-Antriebe von Raumschiffen unbrauchbar zu machen, denn diese würden den Raum zerstören und ihren Heimatplaneten auf lange Sicht unbewohnbar machen. La Forge äußert Skepsis, denn ihre Theorien wurden schon vom Wissenschaftsrat der Föderation als nicht stichhaltig zurückgewiesen. Rabal und Serova meinen, ihre ersten Arbeiten seien noch lückenhaft gewesen, inzwischen hätten sie aber neue Erkenntnisse. Picard heißt ihre drastischen Methoden nicht gut, erklärt sich aber bereit, sie bei ihrer Forschung zu unterstützen, wenn sie dafür bei der Reparatur des Antriebs der Enterprise helfen.
Data analysiert die Forschungsergebnisse der beiden Hekaraner und fasst sie für die Führungsoffiziere zusammen: Demnach gibt es im Hekaras-Korridor Regionen, in denen der Subraum instabil ist. Wenn diese über lange Zeit Warpfeldern ausgesetzt sind, würden sich irgendwann Risse bilden. Leider lassen sich die Schlussfolgerungen von Rabal und Serova nur schwer beweisen und Data schlägt daher vor, dass ein Forschungsschiff weitere Untersuchungen anstellen soll. Serova allerdings hat genug von immer weiteren Verzögerungen. Sie will ein sofortiges Handeln. Die Sensoren der Enterprise entdecken nun die Fleming und als der Warp-Antrieb repariert ist, lässt Picard sofort einen Kurs setzen. Auf einmal fliegt jedoch das hekaranische Schiff mit Serova an Bord von der Enterprise fort. Serova gibt an, den fehlenden Beweis für ihre Theorie jetzt erbringen zu wollen. Sie führt absichtlich einen Warpkernbruch herbei und als ihr Schiff explodiert, entsteht ein gewaltiger Subraum-Riss.
Der Riss verschlingt die Fleming und Rabal ist sich nicht sicher, ob sie das überstehen kann. Picard steht vor einem Dilemma: Wenn die Enterprise mit Warpgeschwindigkeit in den Riss hineinfliegt, wird sich dieser erweitern. Fliegt sie aber mit einer geringeren Geschwindigkeit, würde sie die Fleming erst in Wochen erreichen. Data findet schließlich eine Lösung: Die Enterprise beschleunigt außerhalb des Risses nur ganz kurz, aber sehr intensiv auf Warp. Sie kann dann für begrenzte Zeit diese Geschwindigkeit halten, während sie den Riss durchquert. Bei diesem Manöver blieben einige Sekunden Zeit, um die Besatzung der Fleming auf die Enterprise zu beamen.
La Forge fühlt sich schuldig wegen seiner Skepsis und sucht das Gespräch mit Rabal. Der meint, La Forge träfe keine Schuld. Weitere Forschungen hätten ihre Theorien sicherlich bestätigt, aber Serova war schon immer ungeduldig und sie war schließlich bereit, sich selbst zu opfern, um einen Beweis zu erbringen.
Datas Plan wird umgesetzt. Es gelingt der Enterprise, die Fleming zu erreichen und ihre Besatzung zu evakuieren. Diese unternimmt gleichzeitig aber noch einen Versuch, sich selbst durch die Aktivierung ihres Warp-Antriebs in Sicherheit zu bringen. Dadurch vergrößert sich der Subraum-Riss und die Enterprise hat nun nicht mehr genügend Schwung, um ihn zu verlassen. Bei der Ausdehnung entstehen allerdings Verwerfungswellen und La Forge hat die Idee, deren Energie zu nutzen und auf ihnen zu „surfen“. Hierdurch kommt die Enterprise wieder frei.
Ein Scan ergibt, dass sich inzwischen überall in diesem Sektor des Weltraums weitere Instabilitäten im Subraum gebildet haben, die ebenfalls zu Rissen werden, wenn sie weiterhin Warp-Feldern ausgesetzt werden. Der Föderationsrat wird über diese neuen Erkenntnisse informiert und nimmt das Problem sehr ernst. Bis eine dauerhafte Lösung gefunden wird, soll die schädliche Wirkung der Warp-Antriebe möglichst begrenzt werden. Für alle Föderationsschiffe wird daher bis auf weiteres eine Geschwindigkeitsbegrenzung von Warp 5 verhängt.

## Verbindungen zu anderen Star-Trek-Produktionen
Einige Elemente aus dieser Folge wurden in späteren Star-Trek-Produktionen wieder aufgegriffen:
- Die Geschwindigkeitsbegrenzung für Föderationsraumschiffe wird lediglich in zwei Folgen von Raumschiff Enterprise – Das nächste Jahrhundert noch einmal kurz erwähnt. Laut dem von Rick Sternbach und Michael Okuda verfassten, aber nie publizierten Buch Star Trek: Voyager Technical Manual soll die Begrenzung später obsolet geworden sein, da das zugrundeliegende Problem durch technische Neuerungen im Warp-Antrieb gelöst wurde. Diese Angabe ist allerdings nicht kanonisch.
- Datas Katze Spot ist ab dieser Folge plötzlich weiblich, obwohl sie in mehreren früheren Folgen eindeutig als Kater bezeichnet wurde. Dieser Geschlechtswechsel wurde für den Rest der Serie beibehalten und in Folge 7.19 (Genesis) wird Spot sogar schwanger.
- Biomimetisches Gel wird hier erstmals erwähnt. Es spielt später noch in mehreren weiteren Star-Trek-Folgen eine Rolle und wird dort als eine äußerst gefährliche Substanz beschrieben, die für genetische Experimente, für die Entwicklung biologischer Waffen oder als Sprengstoff genutzt werden kann und deren Besitz und Verbreitung daher streng reguliert ist.

## Produktion

### Drehbuch
Die grundlegende Idee zu dieser Folge stammte von Joe Menosky, der bereits in der sechsten Staffel der Serie eine Allegorie auf die zeitgenössische Umweltzerstörung zeigen wollte. Seine Idee passte jedoch in keine der damals produzierten Folgen als Handlungselement hinein. Während der siebenten Staffel schickte Jeri Taylor Naren Shankar und Brannon Braga zu einem Treffen von Umweltschützern. Shankar war daraufhin von der Idee begeistert und verfasste ein Drehbuch, das Menoskys Idee zur Haupthandlung einer Folge ausbaute. Da die fertige Geschichte aber zu kurz war, wurden noch zwei Nebenhandlungen um Datas Katze und La Forges Rivalität mit einem alten Studienkollegen eingefügt.

### Darsteller
Lee Arenberg, Darsteller von Prak, hatte zuvor bereits einen weiteren Ferengi in Folge 1.11 (Die Nachfolge) von Star Trek: Deep Space Nine gespielt. Er spielte später noch einen dritten Ferengi namens Bok in Folge 7.22 (Boks Vergeltung) von Raumschiff Enterprise – Das nächste Jahrhundert, den Malon Pelk in Folge 5.21 (Verheerende Gewalt) von Star Trek: Raumschiff Voyager und den Tellariten Gral in zwei Folgen von Star Trek: Enterprise.

### Modelle
Für das hekaranische Raumschiff wurde das Modell des talarianischen Kriegsschiffs aus Folge 4.04 (Endars Sohn) wiederverwendet.

## Rezeption
Keith DeCandido bewertete Die Raumkatastrophe 2013 auf tor.com als eine schlechte Folge von Raumschiff Enterprise – Das nächste Jahrhundert, die aus mehreren Gründen nicht funktioniert. DeCandido fand, dass es eine Fehlentscheidung war, die zu vermittelnde Botschaft über die Entwicklung einer interessanten Geschichte zu stellen. Auch fand er die Folge schlecht strukturiert, da sie in der ersten Hälfte sehr viel Füllmaterial enthält und die eigentliche Geschichte erst in der zweiten Hälfte in Gang kommt. Er kritisierte auch das weitgehende Fehlen von emotionalen Anknüpfungspunkten, denn sowohl das Problem als auch dessen Lösung bestehen im Wesentlichen aus Technobabble. Der Planet Hekara und die Fleming werden nicht einmal gezeigt. Auch zu den beiden einzigen Hekaranern, die in der Folge zu sehen sind, entstünde laut DeCandido keine emotionale Bindung, da sie erst in der zweiten Hälfte der Geschichte auftauchen und zudem fehlbesetzt seien.